# Мустафа Джемилев
Мустафа Абдулджемил Джемилев (на кримскотатарски: Mustafa Abdülcemil Cemilev; на руски: Мустафа́ Абдулджеми́ль Джеми́лев; на украински: Мустафа́ Абдульджемі́ль Джемі́лєв, също известен със своя прякор Qırımoğlu (Къръмоолу; Къръмоглу), на руски: Кырымоглу́; на украински: Киримоглу́) е бивш председател на Меджлиса на кримските татари и член на Върховната рада на Украйна от 1998 г. Той е признат за лидер на Кримскотатарското национални движение и за дисидент от времето на СССР.

## Биография

### Живот в Съветския съюз
Джемилев е роден на 13 ноември 1943 г. в Ай-Серез, Крим, тогава в Руската СФСР, макар по това време тя да е под немска окупация. Той е само на 6 месеца, когато неговото семейство, заедно с останалите кримски татари е депортирано от съветските власти през май 1944 г., скоро след като червената армия си връща отново владението на полуострова. Той израства в изгнание в Узбекската ССР.
На 18 години Джемилев и няколко от неговите сподвижници създават Съюза на младите кримски татари. По този начин започна тежката и дълга борба за признаване на правата на кримските татари да се завърнат в родината си. Между 1966 и 1986 г. Джемилев е арестуван 6 пъти за антисъветска дейност и лежи в редица съветски затвори и трудови лагери под наблюдение. Джемилев също така е известен с най-дългата гладна стачка в историята на движението за човешки права. Гладната стачка трае 303 дни, но той оцелява след като е нахранен насила.
През май 1989 г. той е избран начело на новооснованото Кримскотатарско национално движение. Същата година се завръща в Крим със семейството си, ход, който ще бъде последван от завръщането на 250 000 татари в родината им.
На 3 юни 2014 г. е първия, който получава наградата за солидарност „Лех Валенса“.

### Украинска политика
По време на парламентарните избори в Украйна през 1998 г. е избран за депутат в Украинския парламент от листата на Рух и на изборите през 2002, 2006 и 2007 е преизбиран за депутат като член на Наша Украйна.
Министърът на вътрешните работи на Украйна Юрий Луценко казва през октомври 2009 г., че група свързана с талибаните и Ал Кайда наречена „Ат-Такфир вал-Хиджра“ подготвя покушение срещу Джемилев. Двама от членовете на групата са арестувани.
През ноември 2011 г. Джемилев обявява оттеглянето си от политиката. Но по време на парламентарните избори през 2012 г. се присъединява към листата на Всеукраинското обединение „Отечество“ и е преизбран в парламента.
На парламентарните избори през 2014 г. Джемилев е преизбран в парламента след като в първата десетка на листата на Блока на Петро Порошенко „Солидарност“.

### Кримска криза
Джемилев е в Анкара по време на Кримския референдум през 2014 г. за влизането на полуострова в рамките на Руската федерация. След като предварителните резултати от референдума са обявени, той провежда обща пресконференция с турския вътрешен министър Ахмед Давутоглу. Джемилев декларира, че Меджлиса има идентична позиция с тази на Турция в това, че приемат референдума за нелегален и твърдят, че резултатите са манипулирани от Русия.
През април 2014 г. на Джемилев е предаден документ на украинската граница, който го информира, че му е забранено от федералния закон да навлиза на руска територия за 5 години. Напечатаният документ е неподписан, с никакво официално начало и е направен достояние на обществеността от кримскотатарския парламент-Меджлиса. Говорител на руската федерална миграционна служба казва, че агенцията няма никаква информация за забрана за пътуване. На 3 май Мустафа се опитва да прекоси „границата“ между Херсонска област и отцепническата република Крим, но не успява, защото руските окупационните сили са блокирали пътя с танкове.
Руските власти тогава издават заповед за арест на Джемилев и го поставят във федералния списък на издирваните лица за това че се опитва да премине незаконно границата, когато се е опитал да се върне в Крим.

## Награди
Номиниран е няколко пъти за Нобелова награда за мир от редица неправителствени организации и отделни хора.
Медал Нансен
През октомври 1998 г. Върховния комисар на ООН за бежанците награждава Джемилев с Награда „Нансен“ за принос към бежанците за неговите изключителни приноси и „неговия ангажимент за правото на завръщане на кримските татари.“ В интервю, което Джемилев дава скоро след като получава наградата казва, че „когато се използват насилствени средства, невинни хора умират и никаква справедлива кауза не може да оправдае отнемането на невинни животи.“ За кримското татарско национално движение е характерно постоянно ударение върху ненасилието.
Турски орден на републиката
На 14 април 2014 г. Джемилев е награден с Орден на републиката от турския президент Абдула Гюл.
Полска награда за солидарност
На 7 май 2014 г. Мустафа Джемилев е награден и така става първия носител на Награда „Солидарност“ на Република Полша.
Почетен гражданин
Удостоен е със званието „Почетен гражданин“ на градовете Кастамону и Къръккале в Турция.

## Интервюта
- Interview: Crimean Tatar leader expects tensions to rise //   Radio Liberty, 5 май 2014.
- Голицына, Наталья. Мустафа Джемилев: „70 лет спустя многое повторяется“ //   Radio Liberty, 16 май 2014. (на руски)
- Бурнос, Тарас. Мустафа Джемилев: электроэнергия для Крыма – в обмен на свободу для политзаключенных //   Voice of America, 14 декември 2015. (на руски)
- Спецвипуск. Пам'яті Андрія Сахарова в

## Допълнителни източници
- In defense of Mustafa Dzhemilev.   Mustafa Dzhemilev Defense Committee, 1976.
- Release Dzhemilev //  The New York Review of Books.   17 май 1979.
- Alexeyeva, Ludmilla. Mustafa Dzhemilev, his character and convictions //  Tatars of the Crimea. Return to the homeland.   Durham, Duke University Press, 1998. ISBN 0822319942. с. 210 – 211.
- Free Mustafa Dzhemilev //  The New York Review of Books.   15 юли 1976.
- Doroszewska, Ursula. Reclaiming a homeland: an interview with Mustafa Dzhemilev //  Uncaptive Minds 5 (3).   Fall 1992. с. 51 – 62.
- Grigorenko, Andrei. Mustafa Dzhemilev //  Survey.   Autumn 1975. с. 217 – 222.
- Seytmuratova, Ayshe. Mustafa Dzhemilev and the Crimean Tatars: story of a man and his people – facts, documents, how to help.   Center for Democracy, 1986.
- Бекирова, Гульнара. Страницы крымской истории: Омский процесс Мустафы Джемилева //   Radio Liberty, 16 април 2015. (на руски)
- Васильев, Виктор. Людмила Алексеева: заочный арест Мустафы Джемилева – „это подлость“ //   Voice of America, 21 януари 2016. (на руски)